# Kike Pérez
Enrique "Kike" Pérez Muñoz (Gálvez, Toledo, 14 de febrer de 1997) és un futbolista professional castellanomanxec que juga com a migcampista al Venezia.

## Carrera de club
Nascut a Gálvez, Toledo, Castella–La Manxa, Pérez es va incorporar a la formació juvenil del Rayo Vallecano el 2013, procedent de l'EFB Odelot Toletum. Va fer el seu debut com a sènior amb el filial el 30 d'agost de 2015, començant com a titular en un empat 1-1 a fora contra el CDA Navalcarnero de Tercera Divisió.
Pérez va marcar el seu primer gol com a sènior l'11 de setembre de 2016, el segon del seu equip en una golejada per 5-0 a casa contra l'Alcobendas CF. El 9 d'agost següent, va signar un contracte de dos anys amb el CD Lugo de Segona Divisió, i fou cedit immediatament a l'equip vinculat CCD Cerceda per un any.
El 4 d'agost de 2018, Pérez va ser cedit al filial del Reial Valladolid per un any. El 14 de juny de l'any següent signa un contracte indefinit de quatre anys amb els Blanquivioletas.
Pérez va debutar amb el seu primer equip i la primera divisió el 20 de juny de 2020, entrant com a substitut de Matheus Fernandes a la segona part en una derrota per 0-1 contra l'Atlètic de Madrid. L'11 d'agost, va renovar el seu contracte fins al 2025 i va ser promocionat definitivament a la plantilla del primer equip.
Pérez va marcar el seu primer gol com a professional el 3 de desembre de 2021, marcant el segon del seu equip en una derrota per 2-3 fora de casa contra la SD Huesca a Segona Divisió. L'1 de febrer següent va ser cedit a l'Elx CF de nou al primer nivell, amb clàusula de compra.